# Philémon (poète)
Pour les articles homonymes, voir Philémon.
Philémon, en grec ancien Φιλήμων / Philêmôn, « amical, affectueux » (Syracuse, Sicile, vers -360 - Athènes vers -262) est un poète grec de la Nouvelle comédie.

## Carrière et traits principaux
Philémon se rendit tôt à Athènes, où l'on trouve sa trace comme poète comique en 330 av. J.-C. Tout comme Diphile, mais sans doute plus souvent, il vainquit un certain nombre de fois le grand Ménandre dans les concours de comédies : Aulu-Gelle attribue ces victoires imméritées à la flatterie ou à la corruption et Apulée les juge honteuses. Le comique fit un court séjour à Alexandrie auprès de Ptolémée II Philadelphe avant de rentrer à Athènes. 
Il décéda à un âge très avancé, presque centenaire. Sa mort nous est contée de manière fort diverse selon les auteurs. D’après Plutarque, il mourut comme Alexis, au moment d'être couronné sur scène. Apulée, qui consacre à la mort de Philémon un assez long développement oratoire, raconte que, comme sa lecture publique de sa dernière composition avait été interrompue par la pluie, et que les nombreux spectateurs, impatients de la reprise et ne voyant pas l'auteur revenir, avaient fini par le faire chercher, on le trouva chez lui, mort, et tenant à la main le texte de sa dernière œuvre. Claude Élien lui aussi, dans son Περὶ προνοίας que cite la Souda, le fait mourir son dernier manuscrit à la main, mais après un songe où il aurait vu sept jeunes filles sortir de chez lui. Une dernière tradition veut que Philémon soit mort de rire après avoir vu un âne se gaver des figues qui lui étaient destinées ; cette version est d'autant plus suspecte que le même genre de décès est attribué au philosophe Chrysippe.
Philémon aurait écrit 97 comédies, dont aucune n'est conservée. Nous en connaissons 57, soit par des fragments, soit seulement par la mention de leur titre. Deux d'entre elles ont été adaptées par Plaute dans « Le Marchand » (Mercator) et « Les Trois écus » (Trinummus), et la pièce du même Plaute intitulée Mostellaria (« La Comédie du Fantôme ») est peut-être inspirée du Phasma (« Le Fantôme ») de Philémon.
Les comédies de Philémon se recommandaient par leur bon goût et leur modération. Apulée, qui juge notre comique inférieur à Ménandre, lui concède toutefois  « beaucoup de traits spirituels, d'intrigues agréablement nouées, de reconnaissances naturellement amenées, de pensées qui sont le reflet de la vie ». On ne trouvait point chez lui les plaisanteries scabreuses auxquelles se complaisait son rival Diphile.   
Philémon fait partie du Canon alexandrin.

## Titres connus
- Adelphoi (« Les Frères »)

- Agroikos (« Le Rustre »)

- Agyrtès (« Le Prêtre mendiant » ou « Le Diseur de bonne aventure »)

- Aitôlos (« L'Étolien »)

- Anakalyptôn (« Le Dévoileur »)

- Ananeoumenè (« La Femme renouvelée »)

- Androphonos (« L'Assassin »)

- Apokarterôn (« L'Homme qui se laisse mourir de faim »)

- Apolis (« Le Banni », « L'Apatride »)

- Aulètès (« Le Joueur de flûte »)

- Babylônios (« Le Babylonien »)

- Chèra (« La Veuve »)

- Emporos (« Le Marchand »)

- Encheiridion (« Le Poignard »)

- Enoikizomenos (« L'Immigré »)

- Epidikazomenos (« Le Plaignant »)

- Euripos (« L'Euripe »)

- Ephèbos (« L'Adolescent »)

- Ephedritai

- Gamos (« Le Mariage »)

- Harpazomenos (« Le Capturé »)

- Hèrôes (« Les Héros »)

- Hypobolimaios (« L'Enfant substitué »)

- Iatros (« Le Médecin »)

- Katapseudomenos (« Le menteur malveillant »)

- Koinônoi (« Les Associés »)

- Kolax (« Le Flatteur »)

- Korinthia (« La Corinthienne »)

- Lithoglyphos (« Le Graveur »)

- Metiôn ou Zômion

- Moichos (« L'Adultère »)

- Myrmidones (« Les Myrmidons »)

- Mystis (« La Myste », « L'Initiée »)

- Neaira (« Néaira » [courtisane fameuse])

- Nemomenoi (« Les Partageurs »)

- Nothos (« Le Bâtard »)

- Nyx (« La Nuit »)

- Paides (« Les Enfants »)

- Palamèdès (« Palamède »)

- Panègyris (« La Grande foire »)

- Pankratiastès (« Le Pancratiaste »)

- Pareisiôn (« L'Intrus »)

- Phasma (« Le Fantôme »)

- Philosophoi (« Les Philosophes »)

- Pittokopoumenos (« L'Homme qui s'épile »)

- Pterygion

- Ptôchè (« La Mendiante »), ou Rhodia (« La Rhodienne »)

- Pyrphoros (« Le Porte-flambeau »)

- Pyrrhos (« Le Roux » [?])

- Sardios (« L'Homme de Sardes »)

- Sikelikos (« Le Sicilien », peut-être de Diphile)

- Stratiôtès (« Le Soldat »)

- Synapothnèskontes (« Ceux qui meurent ensemble »)

- Synephèboi (« L'adolescence partagée »)

- Thèbaioi (« Les Thébains »)

- Thèsauros (« Le Trésor »)

- Thyrôros (« Le Portier »)

### Édition des fragments
- Theodor Kock, Comicorum Atticorum fragmenta. Volumen II : Novae comoediae fragmenta. Leipzig, Teubner, 1884, p. 478-539.
- R. Kassel & C. Austin, Poetae comici Graeci, 7 (1989), p. 221-317.